# Joost de Soete
Joost de Soete (ur. 1510-1520, zm. marzec 1589) – holenderski szlachcic oraz dowódca wojskowy, walczący w pierwszych latach Wojny Osiemdziesięcioletniej. Był trzecim synem Alexandra de Zoete, naczelnika Zelandii, oraz Joanny van Ranst. 